# Нонар
Нона́р (фр. Nonards, окс. Nonars) — коммуна во Франции, находится в регионе Лимузен. Департамент — Коррез. Входит в состав кантона Больё-сюр-Дордонь. Округ коммуны — Брив-ла-Гайярд.
Код INSEE коммуны — 19152.
Коммуна расположена приблизительно в 430 км к югу от Парижа, в 105 км юго-восточнее Лиможа, в 27 км к югу от Тюля.

## Население
Население коммуны на 2008 год составляло 422 человека.
| 1962 | 1968 | 1975 | 1982 | 1990 | 1999 | 2008 |
| ---- | ---- | ---- | ---- | ---- | ---- | ---- |
| 396  | 434  | 363  | 359  | 353  | 333  | 422  |

## Администрация
| Период | Период | Фамилия      | Партия                              | Примечания |
| ------ | ------ | ------------ | ----------------------------------- | ---------- |
| 1989   | 2001   | Жан Лаффер   | Французская коммунистическая партия |            |
| 2001   |        | Жан-Мари Рум | Французская коммунистическая партия |            |

## Экономика

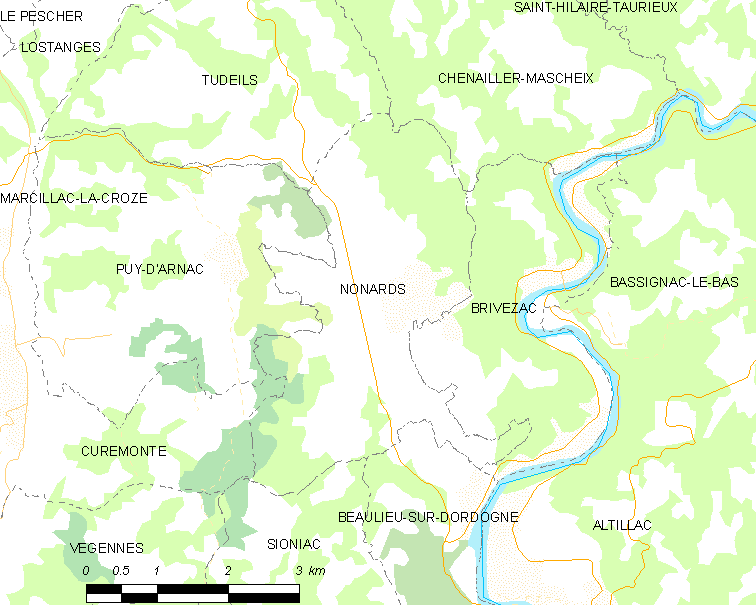
Карта коммуны

В 2007 году среди 249 человек в трудоспособном возрасте (15-64 лет) 170 были экономически активными, 79 — неактивными (показатель активности — 68,3 %, в 1999 году было 69,2 %). Из 170 активных работали 158 человек (88 мужчин и 70 женщин), безработных было 12 (7 мужчин и 5 женщин). Среди 79 неактивных 16 человек были учениками или студентами, 37 — пенсионерами, 26 были неактивными по другим причинам.

## Достопримечательности
- Церковь Сен-Мартен (XIII век). Памятник истории с 1992 года[3]
- Замок Арнак и мельница XV века, построенная на фундаменте средневекового здания
- Пещеры Гарнье